# Sillfiskar
Sillfiskar eller sillar (Clupeidae) är en familj sillartade fiskar. De flesta arter är marina men några kan även leva i sötvatten. Vissa arter lever i havet men vandrar upp i vattendrag för att fortplanta sig. Sillfiskar är vanligen stimbildande och lever av plankton. 
Flera för det kommersiella fisket viktiga fiskarter hör till denna familj, exempelvis sardin (Sardina pilchardus), sill (Clupea harengus) och i Östersjön strömming (Clupea harengus membras).
Några andra fiskarter som hör till denna familj är majfisk (Alosa alosa), skarpsill (Sprattus sprattus) och staksill (Alosa fallax).
Andra arter av kommersiellt större betydelse är atlantisk menhaden (Brevoortia tyrannus) och
stillahavssill (Clupea pallasii).

## Systematik
- Underfamilj Dussumieriinae (listas ofta som egen familj, Dussumieriidae, där endast Dussumieria och Etrumeus ingår)
  - Dayella
  - Dussumieria
  - Etrumeus
  - Gilchristella
  - Jenkinsia
  - Luisiella
  - Sauvagella
  - Spratelloides
  - Spratellomorpha
- Underfamilj Clupeinae
  - Amblygaster
  - Clupea (sill)
  - Clupeonella
  - Escualosa
  - Harengula
  - Herklotsichthys
  - Lile
  - Opisthonema
- Underfamilj Alosinae
  - Alosa
  - Brevoortia
  - Ethmalosa
  - Ethmidium
  - Gudusia
  - Hilsa
  - Tenualosa
- Underfamilj Pellonulinae
  - Knightia (förhistorisk)
  - Clupeichthys
  - Clupeoides
  - Congothrissa
  - Corica
  - Cynothrissa
  - Ehirava
  - Hyperlophus
  - Laeviscutella
  - Limnothrissa
  - Microthrissa
  - Minyclupeoides
  - Odaxothrissa
  - Pellonula
  - Poecilothrissa
  - Potamalosa
  - Potamothrissa
  - Stalothrissa
- Underfamilj Dorosomatinae
  - Anodontostoma
  - Clupanodon
  - Dorosoma
  - Gonialosa
  - Konosirus
  - Nematalosa
- Incertae sedis (oviss position)
  - Erichalcis
  - Ilisha
  - Nannothrissa
  - Neoopisthopterus
  - Pellona
  - Platanichthys
  - Ramnogaster
  - Rhinosardinia
  - Sardina (sardin)
  - Sardinella
  - Sardinops
  - Sierrathrissa
  - Sprattus (skarpsill)
  - Stolothrissa
  - Strangomera
  - Thrattidion